# Joan Roig i Diggle
Joan Roig i Diggle, född 12 maj 1917 i Barcelona, död 12 september 1936 i Barcelona, var en spansk romersk-katolsk tonåring. Han vördas som martyr i Romersk-katolska kyrkan. 

## Biografi
Roig hade en särskild hängivenhet för eukaristin och brukade gå med kommunionen till gamla och sjuka. Detta blev särskilt viktigt under inbördeskriget, då prästernas roll blev utsatt. Roig uttalade skarp kritik mot kommunismen, vilket gjorde honom till motståndare mot regimen. I september 1936 greps Roig av milismän och mördades.
Joan Roig i Diggle saligförklarades den 7 november 2020.